# 浅間温泉駅
浅間温泉駅（あさまおんせんえき）は、かつて長野県松本市浅間温泉にあった松本電気鉄道（現・アルピコ交通）浅間線の駅（廃駅）であり、同線の終点であった。1964年（昭和39年）の同線廃線により廃駅となった後は、松本電鉄バスの浅間温泉バスターミナルとなっていたが、2009年（平成21年）に廃止された。

## 歴史
- 1924年（大正13年）4月19日：筑摩電気鉄道による浅間線の全線開通と同時に開業。
- 1932年（昭和7年）12月2日：松本電気鉄道に社名変更。同社の駅となる。
- 1964年（昭和39年）4月1日：浅間線の廃線に伴い廃駅。

## 駅構造
当時は2階建てのモダンな駅であった。

## 電停周辺

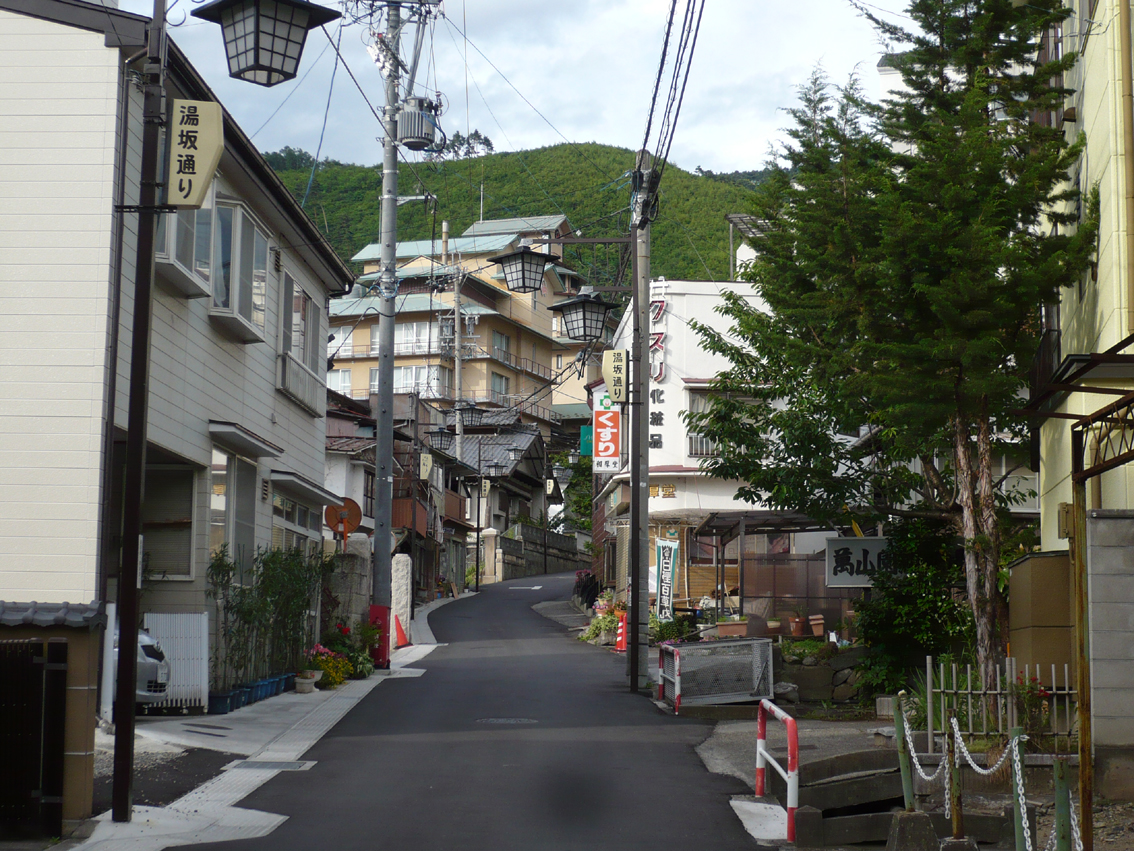
湯坂通り（浅間温泉）

浅間温泉駅の周辺は浅間温泉街となっている。西側には女鳥羽川が流れており、南側には松本市野球場（旧・長野県営松本野球場）がある。
- 浅間温泉文化センター
- 松本広域消防局本郷消防署
- 松本市図書館本郷図書館
- 松本市立本郷小学校
- 長野県道282号浅間河添線

## バス路線
「浅間温泉」停留所より松本電気鉄道の路線バスが発着している。路線・系統は下記の通り。
- 浅間線 - 信州大学経由、松本バスターミナル行。日中1時間あたり4 - 6本。
- 新浅間線 - 横田経由、松本バスターミナル行。日中1時間あたり2 - 3本。軌道線である旧浅間線のルートはこちらの方が近い。

## 廃止後の状況
社員配置のバスターミナル「松本電鉄バス浅間温泉営業所」として機能していた。普通乗車券は松本バスターミナルまでのみ発売、他は定期券、回数券を発売していた。自動券売機は新紙幣導入による機種更新ができないために撤去された。2009年、松本電鉄バス浅間温泉営業所は閉鎖され、「浅間温泉」停留所とバス回転場所のみとなる。2010年6月には営業所建物・回転場所などバスターミナル施設が撤去され、跡地は宅地として分譲された。その後は「浅間温泉」停留所のみとなっている。

## 隣の駅
松本電気鉄道
浅間線（廃線）
中浅間駅 - 浅間温泉駅